# Sadon
Sadon war ein französisches Flächenmaß und als Feldmaß in Anwendung.
- 1 Sadon = ¼ Journal = 10 Réges de Médoc = 795,3964 Quadratmeter